# Øivind Bergh
Øivind Bergh (Hamar, Noruega; 3 de diciembre de 1909-Oslo, Noruega; 25 de junio de 1987) fue un  violinista y director de orquesta noruego.
Se educó en Dresde como músico freelance (clásico y jazz) en los años treinta. En 1938 fue elegido como segundo violinista para comenzar con el «Cuarteto de Cuerda de Oslo», y al año siguiente comenzó su propia orquesta, la orquesta Bristol (en el Hotel Bristol), que funcionó durante la ocupación alemana de Noruega. Su orquesta fue utilizada para las grabaciones de, entre otros, Alf Prøysen, y fue con sus 24 músicos a NRK cuando Bergh fue nombrado director en 1946. Esto fue para la «Radio de Orquesta Noruega», que dirigió hasta 1976 más de 5.000 conciertos y una larga serie de grabaciones. Uno de los registros de programas más populares que dirigió fue Melodihalvtimen. Fue presentador de la final de la Melodi Grand Prix 1966. Fue el hermano de Sverre Arvid Bergh, y juntos dirigieron la producción de Cabaret en el Oslo Nye Teaters en 1968. Para la celebración del 150.º aniversario de la emigración noruego-estadounidense en 1975, se llevó a cabo la orquesta de Carnegie Hall.
Su libro Moderne dansemusikk se publicó en 1946, y su autobiografía Takt og tone en 1977.

## Premios
- (1976) Peer Gynt-statuetten
- (1986) Oslo bys kulturpris
- (1987) Oslo bys kulturpris